# Песма о звону
Песма о звону је песма коју је 1799. објавио Фридрих Шилер. Дуго је била део канона немачке књижевности и једна је од најпознатијих, најцитиранијих и најпародиранијих немачких песама.

## Порекло
Шилер је још као школарац дошао у додир са занатом ливења звона, јер је Георг Фридерих Нојберт, син оснивача звона Лудвигцбурга, био Шилеров школски друг у латинској школи, а породица Шилер је живела само неколико кућа даље од ливнице. Такође се сматра извесним да је Шилер поново посетио породицу Нојберт током свог боравка у Лудвигцбургу 1793/94. године.
Како преноси Шилерова снаја Каролина фон Волцоген, Фридрих Шилер је неколико пута посетио Мајерову ливницу звона у Рудолштату још 1788. и написао у писму Кристијану Готфриду Кернеру, у којем говори да је нашао веома инспиративну тему за лирску песму. Пројекат је добио конкретан облик тек 1797. године, када је прошло више од десет година од првог зачећа песме до њеног завршетка.
Године 1787. Шилер је говорио о планираној „Песми о ливењу звона” Каролини фон Волцоген и Шарлоти фон Ленгефелд као песми од које очекује посебан ефекат. Након што је Шилер поново прочитао Хомерову Одисеју и Илијаду на немачком језику, настојао је да постане национални епски песник свог времена. Да би то урадио, пажљиво је погледао процес рада у ливници звона. У породици оснивача звона из Рудолштата Јохана Мајера, прича иде с генерације на генерацију, како је Шилер више пута посећивао ливницу.
Извор који спомиње сам Шилер била је Економска енциклопедија Јохана Георга Круница, објављена у Брну 1788. године. Овде је Шилер пронашао прецизно описане радне процесе и техничке термине. Из овог дела је преузео и претходни мото: „На катедрали града Шафхаузена, у Швајцу, постоји и велико звоно, које је изливено 1486. године и има 29 ципела. […] Легенда гласи: Vivos voco, mortuos plango, fulgura frango ”(Круниц, српски: „Зовем живе, оплакујем мртве, ломим муње”) стара народна веровања, о којима Круниц такође извештава. Ту је и натпис звона Катедрале у Шафхаузену, изливеног у Базелу 1486. године, које је изабрао за свој мото.

## Припрема метала за звоно
| Почетни стихови                                                                             | Број стихова                    | Строфа / Садржај |
| ------------------------------------------------------------------------------------------- | ------------------------------- | ---------------- |
| Узми дрво из стабла смрче, Али нека буде сасвим суво, Тај утиснути пламен Удари дим у њега. | 8 Стихова (од 21. до 28. Стиха) | 3 Строфе укупно  |

Фридрих Шилер је био добро обавештен о савременим догађајима. Пошто брзо сагоревање јаким пламеном има предности за посебне услове у традиционалним пећима на дрва, ливнице звона заиста сагоревају дрво смрче. Тако је и з. Б. 1923. Хајнрих Улрих за Петрово Звоно у Келнској катедрали или 2012. Рудолф Пернер за четири звона цркве Светог Николе у Добелнеру. Шилеров најстарији син, Карл фон Шилер, који је био шумар, сугерише да је његов отац направио фактичку грешку у стиху „Узми дрва са смрче...“: „Мој отац је свакако био велики песник, али није не разумем ништа о дрвету. Иначе не би написао у песми о звону: „Узми дрва са дебла смрче!“, јер је то најгоре дрво!“ (Шилеров син). Дрво смрче има високу калоријску вредност по килограму. Веома је смоластo и брзо гори. Добар је избор за грејање и као промотер пожара када се тврдо дрво сагорева у пећи . Искуство са отвореним димњацима или димњачким пећима не може се пренети на рад пећи за топљење.
У овој строфи јавља се застарели технички термин „Швалх“, који је данас познат само из ове песме. Швалх или Швалг је отвор пећи за топљење кроз који пламен прелази преко метала. Када се лонац затвори, пламен је присиљен да се увуче у пећ.
Јама за ливење се налази у близини пећи за ливење. Прво се бакар топи у пећи за ливење. Чим је течно, додаје се лим који се топи на 232 степена.

## Део немачког образовног канона
У 19. веку Шилера су читали и поштовали не само гимназијски професори, већ и занатлије и радници као покретача народног јединства.
Песма је била неопходна у гимназији до око 1950. године и била је универзално немачко образовно богатство. 
Године 1954, песник Пол Целан је у писму Хансу Бендеру написао: „У вези са питањем зашто моја поезија, покушао сам да се присетим свог првог сусрета са поезијом: имао сам шест година и могао сам 'Дас Лиед вон дер Звоно ', рецитуј... Ко зна да ли утисак који је ово оставило на моју публику није покренуо све остало...“ 